# Chiffa
Chiffa är en ort i Algeriet.   Den ligger i provinsen Blida, i den norra delen av landet, 40 km sydväst om huvudstaden Alger. Chiffa ligger 110 meter över havet och antalet invånare är 23 218.
Terrängen runt Chiffa är varierad.Runt Chiffa är det tätbefolkat, med 511 invånare per kvadratkilometer. Närmaste större samhälle är Blida, 8,0 km öster om Chiffa. Trakten runt Chiffa består till största delen av jordbruksmark.